# مل مارتینز
مل مارتینز (انگلیسی: Mel Martínez؛ زادهٔ ۲۳ اکتبر ۱۹۴۶) وکیل و سیاست‌مدار اهل ایالات متحده آمریکا است.